# Mugalur, Arkalgud
Mugalur là một làng thuộc tehsil Arkalgud, huyện Hassan, bang Karnataka, Ấn Độ.